# Beltranosia cordithorax
Beltranosia cordithorax es una especie de coleóptero de la familia Aderidae.

## Distribución geográfica
Habita en Bioko (Fernando Póo) (Guinea Ecuatorial).